# Chutes Comet
Les chutes Comet, en anglais Comet Falls, sont une chute d'eau de 116 mètres de haut présente à l’intérieur du parc national du mont Rainier dans l’État de Washington au nord-ouest des États-Unis. La cascade se forme sur le ruisseau Van Trump Creek.
Vu la proximité du mont Rainier, la zone peut connaître des lahars et des inondations en cas de fortes précipitations. Son nom provient du fait que la coulée d'eau ressemble à une queue d'une comète.